# Sāitlaw
Sāitlaw är en ort i Indien.   Den ligger i distriktet Mamit och delstaten Mizoram, i den östra delen av landet, 1 600 km öster om huvudstaden New Delhi. Sāitlaw ligger 799 meter över havet och antalet invånare är 11 043.
Terrängen runt Sāitlaw är huvudsakligen kuperad, men västerut är den bergig. Sāitlaw ligger uppe på en höjd. Runt Sāitlaw är det ganska tätbefolkat, med 199 invånare per kvadratkilometer. Sāitlaw är det största samhället i trakten. I omgivningarna runt Sāitlaw växer i huvudsak städsegrön lövskog.